# René Scholten
René Wilhelmus Martinus Maria Scholten (Oldenzaal, 23 oktober 1943 – Amsterdam,  26 oktober 2001) was een Nederlands filmproducent.
Hij was zoon van Martina Johanna van Mourik en tandarts Jan Hendrik Hermannus Scholten. Hij was meer dan dertig jaar levensgezel van Digna Sinke.
Scholten en Sinke ontmoetten elkaar op de Nederlandse Filmacademie in Amsterdam. Al tijdens hun opleiding begonnen ze samen te werken. Het eerste (bekende) resultaat was het eindexamenwerk van Sinke getiteld Groeten uit Zonnemaire. Scholten ging vervolgens werken bij het filmcollectief Amsterdams Stadsjournaal (ASJ), van waaruit hij in 1979 Studio Nieuwe Gronden (SNG) begon. SNG is/was gevestigd boven Filmhuis Cavia.
Toch werkte hij nog voor ASJ; het leverde in 1983 een Gouden Kalf op voor De kick, een film van regisseur Gerrit van Elst met producenten Suzanne van Voorst en Scholten. Het legde de levenswandel van een heroïneverslaafde vast vanaf het begin, wanneer de heroïne voor vreugde zorgt, tot de afhankelijkheid en tot de ondergang.
In 2001 ontving Scholten de Gouden Kalf voor de Cultuurprijs; hij kreeg hem uit handen van staatssecretaris Rick van der Ploeg.
Tijdens hun gezamenlijk werk Weemoed & Wildernis over Tiengemeten overleed René Scholten plotseling, waarop Sinke zijn werk als filmproducent overnam, zonder haar eigen werk als regisseuse af te stoten.
Zijn vier bekendste werken zijn (aldus IMDB):
- 1985: Parfait amour (van Jean van de Velde)
- 1993: Belle van Zuylen - Madame de Charrière (met Digna Sinke)
- 1996: De kersenpluk
- 1998: The quarry

Scholten werd begraven in Zonnemaire, geboorteplaats van zijn levensgezel.
- International Standard Name Identifier: 0000 0000 3866 2115
- Library of Congress Control Number: n2008069281
- Nederlandse Thesaurus van Auteursnamen: 070582416
- Virtual International Authority File: 51167277